# Christophe Guillaumot
 (décembre 2021).
Pour les articles homonymes, voir Guillaumot.
Christophe Guillaumot né le 9 avril 1970 à Annecy (Haute-Savoie) est un policier et romancier français.

## Biographie
Il grandit à Vesoul et y effectue toute sa scolarité : tout d'abord l'école des Annonciades (1976-1980), puis le collège Gérôme (1981-1985) et enfin le lycée Édouard-Belin (1985-1989). Il pratique également le football dans cette ville, à l'USFC Vesoul,,.
À 20 ans, après une année d'études en droit, il passe le concours d’entrée dans la police. Pendant dix-neuf ans, il est successivement en poste à Paris, Grenoble et Châteauroux. Il est nommé capitaine de police, en poste à Toulouse, en septembre 2009. 
En littérature, il reçoit le prix du Quai des Orfèvres 2009 pour son premier polar, Chasses à l'homme, publié en novembre 2008. En 2015, il fait paraître Abattez les grands arbres, premier titre d'une série consacrée aux enquêtes de Renato Donatelli, dit le Kanak, un costaud au grand cœur d'un mètre quatre-vingt-dix-neuf tout en muscles, qui a quitté la Nouvelle-Calédonie pour le SRPJ de Toulouse.
En 2018, avec La Chance du perdant, il est lauréat du prix Polar Michel Lebrun 2018.

## Œuvre

### Romans

#### SérieRenato Donatelli, dit le Kanak
1. Abattez les grands arbres, Paris, Éditions Cairn, coll. « Du noir au Sud », 2015  (ISBN 978-2-35068-396-6) ; réédition, Paris, Éditions Points, coll. « Policier » no P4762, 2018  (ISBN 978-2-7578-7036-5)
2. La Chance du perdant, Paris, Liana Levi, 2017  (ISBN 978-2-86746-957-2) ; réédition, Paris, Éditions Points, coll. « Policier » no P4884, 2018  (ISBN 978-2-7578-7037-2)
3. Que tombe le silence, Paris, Liana Lévi (2020)  (ISBN 979-1-03490-216-3)

#### SérieLe Bureau des affaires non résolues
1. Un morceau de toi, Paris, Rageot (2022)  (ISBN 978-2-7002-7782-1)
2. Efface-moi !, Paris, Rageot (2023)  (ISBN 978-2-7002-7978-8)
3. Laisse nos cauchemars, Paris, Rageot (2024)

#### Autre roman
- Chasses à l'homme, Paris, Fayard, 2008  (ISBN 978-2-213-61579-0)

## Prix
- Prix du Quai des Orfèvres 2009 pour Chasses à l'homme[7]
- Prix Polar Michel Lebrun 2018 pour La Chance du perdant